# Novembar Fest (festival)
Novembar Fest (festival) ili, u narodu poznat kao, festival kobasice i čvaraka, u organizaciji kompanije Color Media Communications organizuje se od 2018. godine u Novom Sadu.  

## O festivalu
Festival se organizuje krajem novembra, kada se na prostorima bivše Jugoslavije, prave mesne prerađevine, među kojima se nalaze čvarci i kobasice. Festival je poznat po tome što uspešno okuplja proizvođače mesa i suhomesnatih proizvoda, ali i ljubitelje tradicionalne vojvođanske kuhinje i tamburaške muzike. 
Svake godine se održava takmičenje u pravljenju kobasica gde se takmiče timovi novosadskih kvartova, firmi, medija i sportskih klubova.
Godine 2020. usled pandemije virusa korona, festival nije održan u tradicionalnom obliku, već je samo održano takmičenje u pravljenju kobasica, bez prisustva publike. 